# Dave Van Ronk
Dave Van Ronk, född 30 juni 1936 i New York, död 10 februari 2002 i New York, var en amerikansk folksångare. Han var verksam på den blues- och folkmusikscen som utvecklades i Greenwich Village i New York City under 1960-talet. 
Dave Van Ronk samverkade med bland andra Jack Elliot, Joni Mitchell och Bob Dylan som snabbt blev vän med Van Ronk vid sin första ankomst till New York 1961. Det var Van Ronk som ordnade Dylans första bostad i New York och han anses ofta vara en av de största inspirationskällorna till Dylans tidiga karriär.

## Musik
Dave Van Ronk hämtade mycket av sin inspiration från gamla bluesklassiker och många av de låtar han framförde togs sedan upp av andra samtida artister. Ett exempel är House of the Rising Sun som Bob Dylan gjorde en egen men snarlik version av efter att han hört Van Ronk framföra den under en spelning på Cafe Wah? i Greenwich Village (låten togs sedan an av The Animals vars version låg etta på musiklistorna i flera länder, inklusive Sverige).

## Diskografi
Studioalbum
- 1959 – Van Ronk Sings Ballads, Blues, and a Spiritual
- 1961 – Dave Van Ronk Sings
- 1962 – Dave Van Ronk, Folksinger
- 1963 – In the Tradition
- 1964 – Dave Van Ronk and the Ragtime Jug Stompers
- 1964 – Inside Dave Van Ronk
- 1964 – Just Dave Van Ronk
- 1966 – No Dirty Names
- 1967 – Dave Van Ronk and the Hudson Dusters
- 1971 – Van Ronk
- 1973 – Songs For Ageing Children
- 1976 – Sunday Street
- 1980 – Somebody Else, Not Me
- 1982 – Your Basic Dave Van Ronk
- 1985 – Going Back yo Brooklyn
- 1990 – Hummin' to Myself
- 1990 – Peter and the Wolf
- 1992 – Let No One Deceive You: Songs of Bertolt Brecht (med Frankie Armstrong)
- 1994 – To All My Friends in Far-Flung Places
- 1995 – From... Another Time & Place
- 2001 – Sweet & Lowdown
- 2005 – The Mayor of MacDougal Street
- 2013 – Down in Washington Square: The Smithsonian Folkways Collection

Livealbum
- 1983 – St James Infirmary
- 1983 – Dave Van Ronk in Rome
- 1997 – Live at Sir George Williams University
- 2004 – ...And the Tin Pan Bended and the Story Ended...

### Fotnoter
1. ↑  Lawrence Jeffrey Epstein,  Political Folk Music in America from Its Origins to Bob Dylan
2. ↑  http://en.wikipedia.org/wiki/The_House_of_the_Rising_Sun#Origin_and_early_versions
3. ↑  http://en.wikipedia.org/wiki/The_House_of_the_Rising_Sun